# Leisnig
Leisnig là một thị trấn thuộc huyện Mittelsachsen, bang tự do Sachsen nước Đức. Đô thị Leisnig có diện tích 29,96 km², dân số thời điểm ngày 31 tháng 12 năm 2005 là 6854 người.
Tại đây có lâu đài Mildenstein